# Maximiliansbrücke
Die Maximiliansbrücke ist eine Bogenbrücke über die Isar in München.

## Lage
Sie liegt im Münchner Stadtteil Lehel und führt die Maximilianstraße weiter über die Isar bis zum Maximilianeum.
Der westliche Brückenabschnitt, die Innere Maximiliansbrücke, verbindet das Westufer der Großen Isar mit der Praterinsel. Der östliche Brückenabschnitt, die Äußere Maximiliansbrücke, überquert von der Praterinsel aus die Kleine Isar und den Auer Mühlbach.

## Geschichte

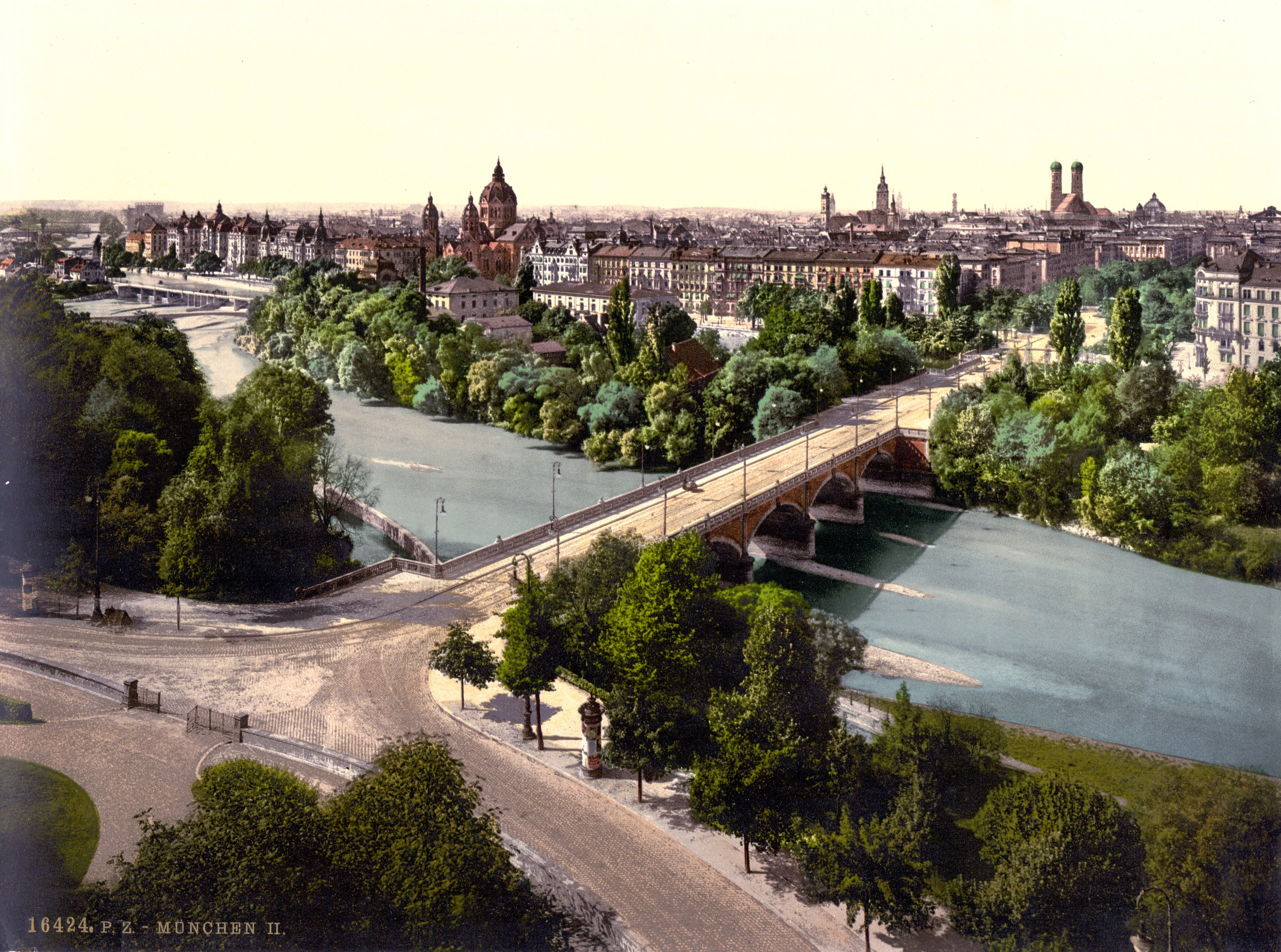
Äußere Maximiliansbrücke vor dem Neubau 1904/05

Die Brücke wurde in den Jahren 1857–1863 als Verlängerung der Maximilianstraße zum Maximilianeum nach Plänen von Arnold Zenetti errichtet. Als Sparmaßnahme hatten beide Brückenteile nur eine Breite von 13 m, obwohl die Maximilianstraße 23 m breit war. Dieser Zustand wurde wegen des zunehmenden Verkehrs bald als unbefriedigend empfunden. Im Rahmen des Brückenbauprogramms hatte die Bauunternehmung Sager & Woerner deshalb auch eine Verbreiterung bzw. einen Neubau der Maximiliansbrücke angeboten. In den Jahren 1903–1905 wurde dies nach Entwurf des Architekten Friedrich von Thiersch und den von Sager & Woerner erstellten Konstruktionsplänen ausgeführt. Die Brücke über die innere Isar wurde verbreitert, die über die äußere Isar neu gebaut. Benannt wurde sie nach Maximilian II. Die 1989 sanierte Brücke steht unter Denkmalschutz.

## Beschreibung

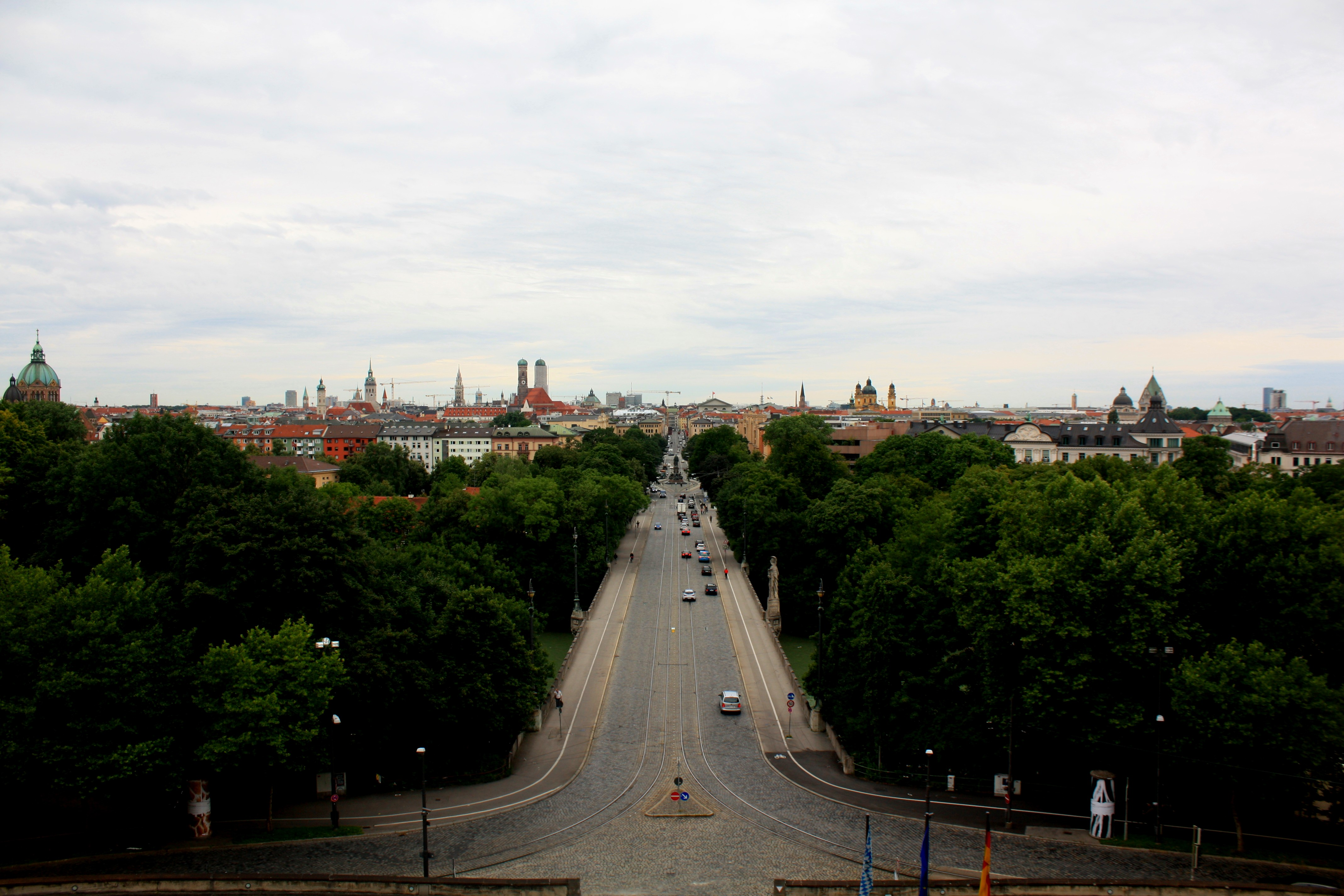
Blick über die Brücke vom Maximilianeum aus

Die Innere Maximiliansbrücke überspannt mit den drei ursprünglichen Bögen aus Ziegelmauerwerk eine Länge von 42 m. Die Bögen mit lichten Weiten von 7,97 m, 13,88 m und 13,89 m wurden mit Betonbögen verbreitert und mit Muschelkalkstein verkleidet. Die Äußere Maximiliansbrücke hat eine Länge von 96 m und besteht aus zwei gleichen Dreigelenkbögen aus Muschelkalkstein-Quadern mit einer lichten Weite von jeweils 45,87 m. Auf den Bögen befinden sich quer zur Fahrtrichtung angeordnete Ständerwände aus Stampfbeton, die die Fahrbahntafel aus Stahlbeton tragen. Die Aufständerung und die Brüstung der Fahrbahntafel sind mit Muschelkalkstein verkleidet und reichhaltig mit Figuren und Ornamenten versehen. Die Brückenbreite von 22 m bietet Platz für den beidseitigen Verkehr von Trambahnen, Kraftfahrzeugen, Radfahrern und Fußgängern.
An den weitgehend fertiggestellten Bögen der Äußeren Maximiliansbrücke rutschten am 27. Juni 1904 die Gelenke zunächst des einen Bogens aus ihrem Platz an den Kämpfern, worauf sich der Bogen um rund 30 cm senkte. Durch die Erschütterung folgten auch die Gelenke des anderen Bogens. Bei der gerade zehn Jahre alten Bauweise der Dreigelenkbögen war noch nicht erkannt worden, dass die Reibung in den Gelenken bei hohem Druck stark absinkt und diese nicht gegen Verschiebungen gesichert sind. Die nur wenig beschädigten Bögen konnten mit Spindeln wieder an ihren Platz gehoben und auf verbesserten Gelenken gelagert werden.
Auf der Äußeren Maximiliansbrücke befindet sich eine 1906 enthüllte Statue der Pallas Athene des niederbayerischen Bildhauers Franz Drexler, für die Frieda Thiersch, die Tochter des Architekten, Modell stand.

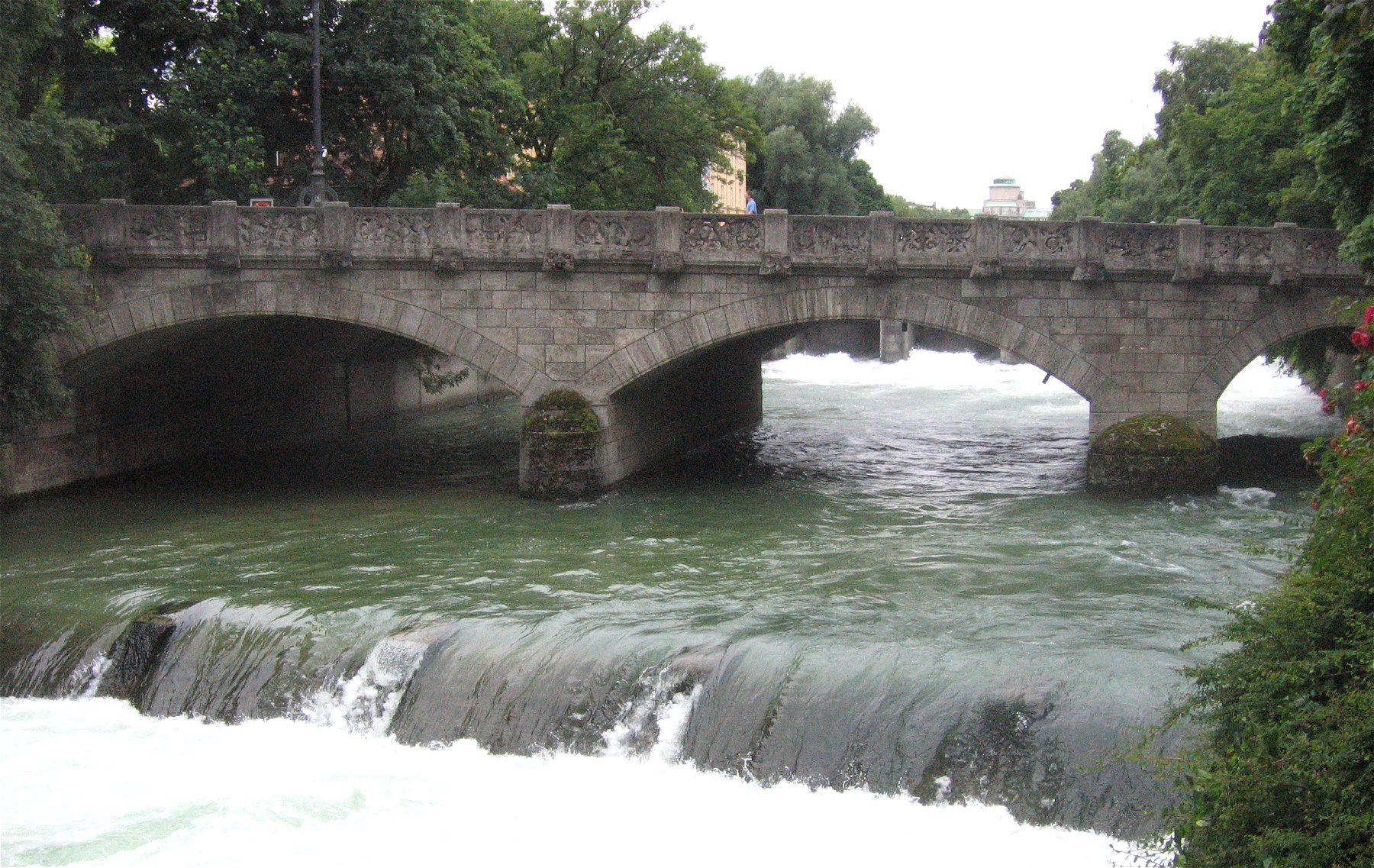
Innere Maximiliansbrücke
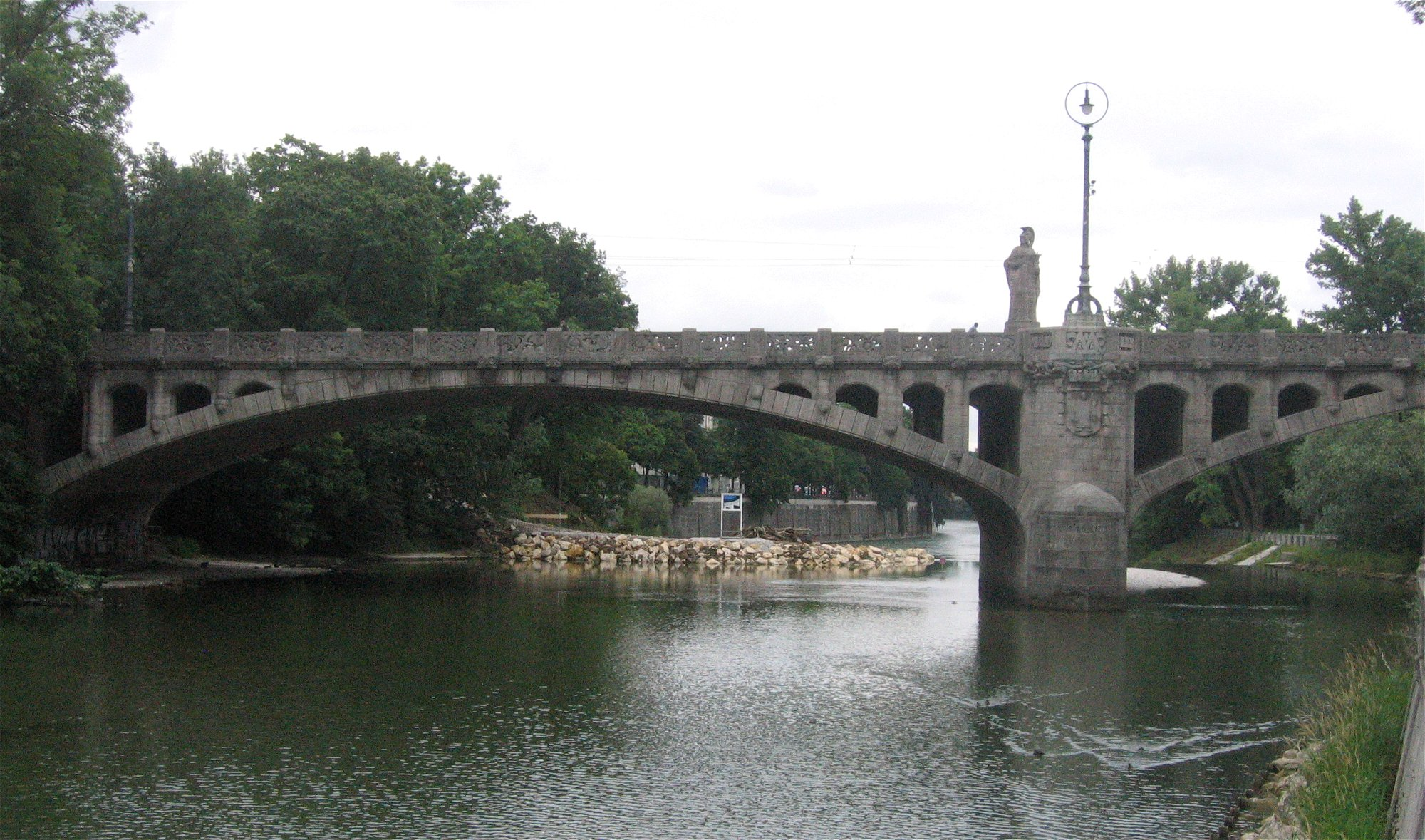
Äußere Maximiliansbrücke
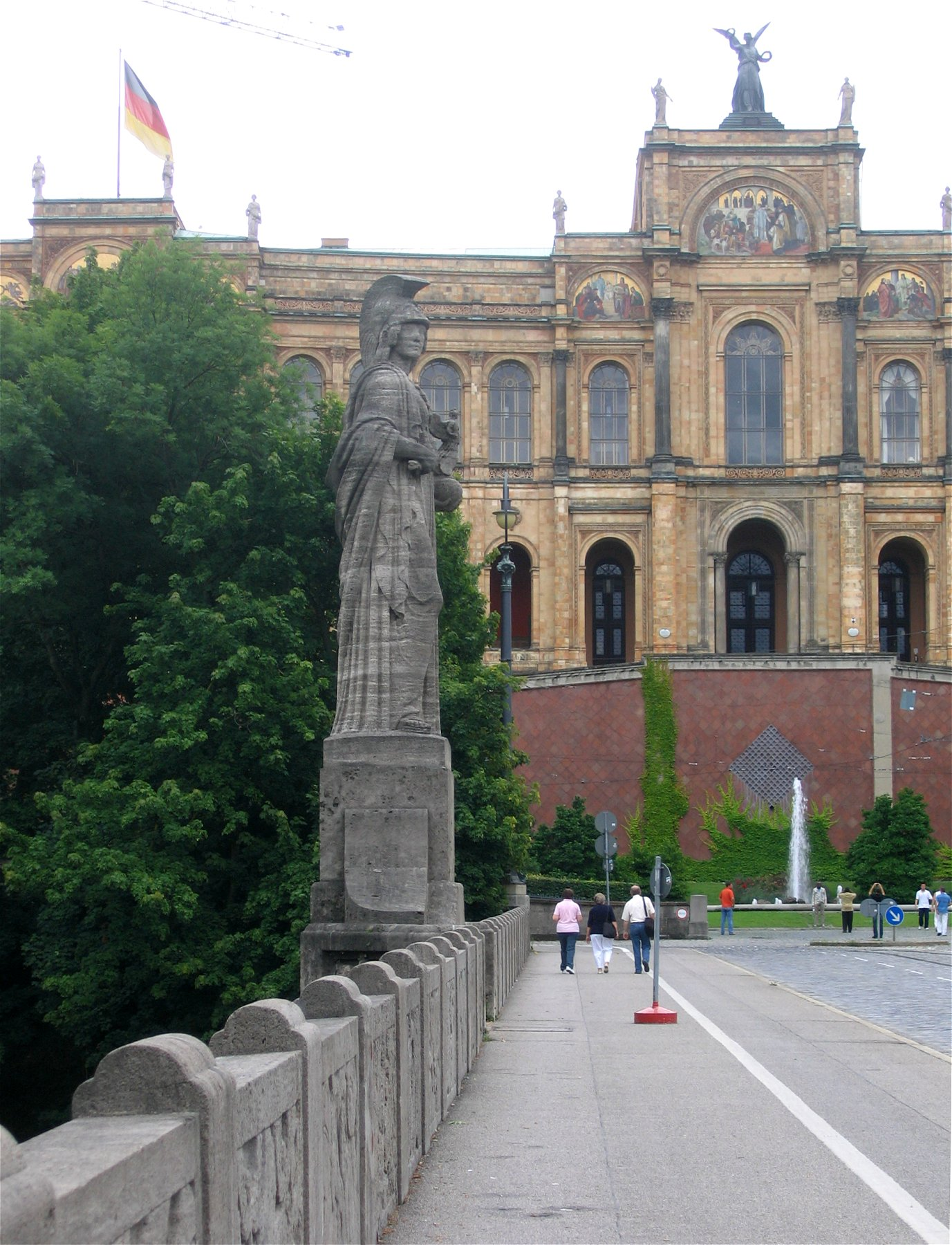
Statue der Pallas Athene